# Бакинская музыкальная академия
Бакинская музыкальная академия имени Узеира Гаджибекова (азерб. Üzeyir Hacıbəyli Adına Bakı Musiqi Akademiyası; прежние названия — Азербайджанская государственная консерватория и Азербайджанская государственная музыкальная академия) — ведущее высшее музыкальное учебное заведение Азербайджана. Академия была основана в 1921 году в Баку.

## История
В 1920 году композитор Узеир Гаджибеков представил в Азербайджанский комиссариат народного просвещения доклад, суть которого заключалась в необходимости создания в республике высшего учебного заведения музыкальной направленности. 21 августа 1921 года Советом народных комиссаров Азербайджанской ССР было принято решение об утверждении устава Азербайджанской государственной консерватории. Решение было подписано председателем Совета народных комиссаров Н. Наримановым и народным комиссаром просвещения Д. Бунятзаде.
У. Гаджибеков стал одним из преподавателей, вскоре основав восточное отделение, где азербайджанская музыка преподавалась как устно, так и по нотам. Здесь Гаджибеков впервые применил написанное им (вместе с композитором Муслимом Магомаевым, дедом певца Муслима Магомаева) в 1927 году учебное пособие «Азербайджанские народные песни».
В 1939 году Гаджибеков стал ректором консерватории, которая была названа его именем после его смерти в 1948 году.
В 1991 году консерватория была переименована в Бакинскую музыкальную академию.

## Структура
Академия состоит из трёх факультетов и восемнадцати кафедр. Имеются магистратура, аспирантура и докторантура.
При академии действуют особые подразделения: Специальная музыкальная школа им. Бюльбюля (с 1931 года), Музыкальная школа-студия (с 1980 года) и Оперная студия им. Мамедовой (с 1984 года), а также 2 научные лаборатории.
К 2002 году библиотека академии насчитывала 235 000 материалов.
Действуют мастерская-лаборатория по исследованию и ремонту национальных музыкальных инструментов, мастерская-лаборатория по исследованию и ремонту классических струнных музыкальных инструментов.

## Деятельность
6 сентября 2024 года в оперной студии Академии прошёл Бакинский K-pop фестиваль. В фестивале приняли участие 29 команд.

## Руководство
Ректор Бакинской музыкальной академии — пианист, профессор Фархад Бадалбейли (с 1991 года).
Проректор по учебной работе — профессор Нармина Гулиева. Проректор по работе с иностранными студентами — Егяна Ахундова.

## Преподаватели и сотрудники академии
- Юсиф Ахундзаде — народный артист Азербайджана, руководитель Азербайджанского государственного духового оркестра Министерства обороны, выпускник академии.

## Исторические лица и преподаватели
- Семён Леонтьевич Бретаницкий (25 ноября (7 декабря ст.с.) 1886, Одесса — 7 января 1963, Баку) — советский скрипач. Педагог. Профессор Академии с 1927 года. Ученик Л. Ауэра.
- Лев Аб (1893—1942) — советский композитор, музыкальный педагог, профессор.
- Эльмира Абасова — ректор с 1977 по 1992 год.

## Галерея
- Памятник Узеиру Гаджибекову перед зданием академии
- Зал академии
- Концертный зал академии